# René-Marie-Adolphe Coignerai
René-Marie-Adolphe Coignerai, francoski general, * 5. januar 1884, † 16. avgust 1960.